# Neoleva
Neoleva is een geslacht van rechtvleugeligen uit de familie veldsprinkhanen (Acrididae). De wetenschappelijke naam van dit geslacht is voor het eerst geldig gepubliceerd in 1996 door Jago.

## Soorten
Het geslacht Neoleva omvat de volgende soorten:
- Neoleva bufoides Jago, 1996
- Neoleva kevani Jago, 1996
- Neoleva mega Jago, 1996
- Neoleva robertsoni Jago, 1996